# Matlacha Isles-Matlacha Shores
Matlacha Isles-Matlacha Shores és una concentració de població designada pel cens dels Estats Units a l'estat de Florida. Segons el cens del 2000 tenia 304 habitants.

## Demografia
Segons el cens del 2000, Matlacha Isles-Matlacha Shores tenia 304 habitants, 159 habitatges, i 96 famílies. La densitat de població era de 533,5 habitants/km².
Dels 159 habitatges en un 5,7% hi vivien nens de menys de 18 anys, en un 52,8% hi vivien parelles casades, en un 4,4% dones solteres, i en un 39,6% no eren unitats familiars. En el 34,6% dels habitatges hi vivien persones soles el 15,7% de les quals corresponia a persones de 65 anys o més que vivien soles. El nombre mitjà de persones vivint en cada habitatge era d'1,91 i el nombre mitjà de persones que vivien en cada família era de 2,4.
Per edats la població es repartia de la següent manera: un 6,6% tenia menys de 18 anys, un 2,6% entre 18 i 24, un 15,5% entre 25 i 44, un 40,1% de 45 a 60 i un 35,2% 65 anys o més.
L'edat mediana era de 59 anys. Per cada 100 dones de 18 o més anys hi havia 102,9 homes.
La renda mediana per habitatge era de 31.528 $ i la renda mediana per família de 36.250 $. Els homes tenien una renda mediana de 22.500 $ mentre que les dones 32.500 $. La renda per capita de la població era de 22.116 $. Entorn del 7,4% de les famílies i el 4,8% de la població estaven per davall del llindar de pobresa.

## Poblacions més properes
El següent diagrama mostra les poblacions més properes.